# 모던 밀리
모던 밀리(Thoroughly Modern Millie)는 미국에서 제작된 조지 로이 힐 감독의 1967년 영화이다. 줄리 앤드류스 등이 주연으로 출연하였고 로스 헌터 등이 제작에 참여하였다.

## 출연

### 주연
- 줄리 앤드류스
- 제임스 폭스

### 조연
- 매리 테일러 무어
- 캐롤 채닝
- 존 게빈
- 잭 수
- 팻 모리타

## 제작진
- 미술: 알렉산더 골릿즌
- 미술: 조지 C. 웹
- 의상: 진 루이스